# Minolovka typu 081
Typ 081 (v kódu NATO: třída Wochi) je třída minolovek Námořnictva Čínské lidové osvobozenecké armády. Třídu tvoří čtrnáct minolovek postavených ve dvou skupinách,  druhá série je známá také jako typ 081A.

## Stavba
Všechny čtyři jednotky první série této třídy byly postaveny čínskou loděnicí Čchiou-sin v Šanghaji v letech 2006–2007 a deset jednotek druhé série bylo postaveno čínskými loděnicemi Ťiang-nan v Šanghaji a Wu-čchang ve Wu-chanu v letech 2010–2020.
Jednotky typu 081:
| Jméno                              | Série | Spuštěna na vodu   | Vstup do služby    | Status  |
| ---------------------------------- | ----- | ------------------ | ------------------ | ------- |
| Čang-ťia-kang (705, ex 805) 张家港 | 1.    | 2006               | 6. března 2007     | aktivní |
| Ťing-ťiang (706, ex 810) 靖江      | 1.    |                    | 9. listopadu 2007  | aktivní |
| Lu-si (740, ex 840) 泸溪           | 1.    | 15. května 2006    | 29. listopadu 2007 | aktivní |
| Liou-jang (745, ex 839) 浏阳       | 1.    | 12. listopadu 2006 | 29. listopadu 2007 | aktivní |
| Žen-chuaj (710, ex 833) 仁怀       | 2.    |                    | 28. března 2018    | aktivní |
| Ťiang-šan (711, ex 835) 江山       | 1.    | 2018               | únor 2020          | aktivní |
| Čching-čou (730, ex 845) 青州      | 2.    |                    | 26. ledna 2014     | aktivní |
| Jü-čcheng (731, ex 846) 禹城       | 2.    | září 2013          | 10. října 2014     | aktivní |
| Wu-ti (732, ex 847) 无棣           | 2.    | 10. prosince 2017  | 2019               | aktivní |
| Süan-wej (733, ex 848) 宣威        | 2.    | červenec 2017      | leden 2019         | aktivní |
| Siao-i (741, ex 841) 孝义          | 2.    |                    | 24. února 2012     | aktivní |
| Tchaj-šan (742, ex 842) 台山       | 2.    |                    | 6. srpna 2012      | aktivní |
| Čchang-šu (743, ex 843) 常熟       | 2.    | 31. května 2012    | 13. května 2013    | aktivní |
| Che-šan (744, ex 844) 鹤山         | 2.    | srpen 2012         | 10. října 2013     | aktivní |

## Konstrukce
První série této třídy jsou vyzbrojena jedním 37mm dvoukanónem typu 76F na přídi, přičemž druhé série jsou změněny na jeden 30mm kanón v dálkově ovládané zbraňové stanici H/PJ-14. Minolovné prostředky (včetně dálkově ovládaných miniponorek) jsou spouštěny pomocí jeřábu na zádi.